# Marianne Peronard
Marianne Peronard Thierry (Valparaíso, 13 de diciembre de 1932-Viña del Mar, 15 de abril de 2016) fue una académica chilena de ascendencia danesa especializada en lingüística y filología.

## Biografía
Nació en Valparaíso, hija del danés Kay Peronard y Anita Thierry, ambos académicos de la Pontificia Universidad Católica de Valparaíso (PUCV). Estudió en el Colegio Alemán y en el Liceo 2 de Niñas de su ciudad natal, y luego ingresó a pedagogía en inglés en la Universidad de Chile, desde donde egresó en 1956. En 1979 realizó un doctorado en filosofía con mención en filología romana de la Universidad de Chile.
En 1959 comenzó a trabajar como profesora de morfosintaxis del inglés en la Universidad Católica de Valparaíso. Junto con el profesor Luis Gómez Macker, desarrolló importantes estudios en los campos de la psicolingüística y la sociolingüística. También estudió la realidad bilingüe de la Isla de Pascua, y creó el Doctorado en Lingüística de la PUCV. En dicha universidad también se desempeñó como miembro del Consejo Superior, vicedecana de la Facultad de Filosofía y Educación, directora del Instituto de Literatura y Ciencias del Lenguaje, y directora fundadora de la carrera de Periodismo.
Fue miembro de número de la Academia Chilena de la Lengua y miembro correspondiente de la Real Academia Española. En 2002 fue galardonada con la Orden al Mérito Docente y Cultural Gabriela Mistral, en calidad de Gran Comendador.
Contrajo matrimonio con el ingeniero químico Hugo Tampier Bittner, con quien tuvo seis hijos.
Falleció en Viña del Mar el 15 de abril de 2016.

## Obras
- Mente, lenguaje y cultura (1978).
- Comprensión de textos escritos: de la teoría a la sala de clases (1997); en coautoría con Luis Gómez Macker, Giovanni Parodi Sweis y Paulina Núñez Lagos.
- El lenguaje humano. Léxico fundamental para la iniciación lingüística (2005); en coautoría con Luis Gómez Macker.
- Saber leer (2010); en coautoría con Romualdo Ibáñez y Giovanni Parodi.